# Реджинальд Вайт
Реджинальд Вайт  (англ. Reginald White; 28 жовтня 1935 — 27 травня 2010) — британський яхтсмен, олімпійський чемпіон.

## Виступи на Олімпіадах
| Олімпіада     | Дисципліна | Місце |
| ------------- | ---------- | ----- |
| Монреаль 1976 | Торнадо    | 1     |